# توظيف حيوي
في مجال الهندسة الحيوية، التوظيف الحيوي (biofunctionalisation) أو (biofunctionalization) هو تعديل المادة للحصول على وظيفة حيوية وحافز أو أي منهما، سواء على نحو مستديم أو مؤقت بينما تكون متوافقة حيويًا.
تصمم أنواع عديدة من الزراعات الطبية للتوظيف الحيوي بحيث تحل هذا الأنواع محل وظيفة حيوية مختلة أو تصلحها وتكون مقبولة لدى الكائن المضيف.